# Corythucha
Corythucha är ett släkte av insekter. Corythucha ingår i familjen nätskinnbaggar.

## Dottertaxa tillCorythucha, i alfabetisk ordning[1]
- Corythucha aesculi
- Corythucha arcuata
- Corythucha associata
- Corythucha baccharidis
- Corythucha bellula
- Corythucha brunnea
- Corythucha bulbosa
- Corythucha caelata
- Corythucha caryae
- Corythucha celtidis
- Corythucha cerasi
- Corythucha championi
- Corythucha ciliata
- Corythucha confraterna
- Corythucha coryli
- Corythucha cydoniae
- Corythucha distincta
- Corythucha elegans
- Corythucha eriodictyonae
- Corythucha floridana
- Corythucha fuscigera
- Corythucha gossypii
- Corythucha heidemanni
- Corythucha hewitti
- Corythucha hispida
- Corythucha immaculata
- Corythucha incurvata
- Corythucha juglandis
- Corythucha lowryi
- Corythucha marmorata
- Corythucha melissae
- Corythucha mollicula
- Corythucha montivaga
- Corythucha morrilli
- Corythucha nicholi
- Corythucha obliqua
- Corythucha omani
- Corythucha padi
- Corythucha pallida
- Corythucha pallipes
- Corythucha pergandei
- Corythucha pruni
- Corythucha sagillata
- Corythucha salicata
- Corythucha scitula
- Corythucha setosa
- Corythucha sphaeralceae
- Corythucha spinosa
- Corythucha tuthilli
- Corythucha ulmi